# Evers Burns
Evers Allen Burns, (Baltimore, Maryland, 24 d'agost de 1971) és un exjugador de bàsquet nord-americà. Amb 2.03 d'alçada, el seu lloc natural a la pista era el d'aler pivot.

## Carrera esportiva
Va començar jugant amb l'equip de la Universitat de Maryland el 1989, i el 1993 va debutar a l'NBA amb els Sacramento Kings. En el mes de febrer de 1994 va ser tallat i se'n va anar a jugar a la lliga italiana. El 1994 va començar la temporada a la lliga grega, tot i que en el mes de desembre va tornar als Estats Units per jugar a la CBA. En el mes de març de 1996 va fitxar pel Joventut de Badalona de la lliga espanyola. La temporada següent va tornar novament a la CBA, proclamant-se campió de lliga amb els Oklahoma City Cavalry. Els anys següents va alternar temporades en la CBA amb les lligues australiana, turca i argentina.